# Acanthagrion amazonicum
Acanthagrion amazonicum – gatunek ważki z rodziny łątkowatych (Coenagrionidae). Występuje  w Ameryce Południowej.